# 하야시촌 (이바라키현)
하야시촌(林村)은 이바라키현 니하리군에 일찍이 존재했던 촌이다.

## 지리
- 현재 이시오카시의 서부, 구 야사토정의 중부에 위치한다.
- 야사토 산지의 쓰쿠바 산괴에 위치하며, 마을의 대부분은 산이 많은 지형이다.

## 역사
- 1889년 4월 1일 - 정촌제 시행에 의해 니하리군 하야시촌이 성립하였다.
- 1955년 1월 1일 - 가키오카정, 오바타촌, 고자쿠라촌, 아시호촌, 고이세촌, 가와라에촌, 소노베촌과 합병해 야사토정이 성립하여, 동일 하야시촌은 폐지되었다.

## 인구
| 1891년 | 2,137 |
| 1920년 | 2,536 |
| 1935년 | 2,701 |
| 1950년 | 3,378 |

## 참고문헌
- 八郷町史編さん委員会編『八郷町史』、八郷町、2005年
- 角川日本地名大辞典編纂委員会『가도카와 일본 지명 대사전 8 茨城県』、가도카와 쇼텐、1983年 ISBN 4040010809